# Agrotis rufotincta
Agrotis rufotincta là một loài bướm đêm trong họ Noctuidae.